# 握拳少林寺
《握拳少林寺》韓國SBS電視台的綜藝節目，於2015年10月17日啟播。逢韓國時間星期六下午6時10分開始播放，每集約80-90分鐘。節目主要為紀錄韓國藝人前往中國少林寺學習中國武術的過程，分為男子篇及女子篇。

## 節目獲獎經歷
- 2015年SBS演藝大賞：Best Teamwork(最佳團隊)獎
- 2015年SBS演藝大賞：Best Challenge（最佳挑戰）獎 具荷拉 （與叢林的法則中的鄭珍云同時獲獎）
- 2015年SBS演藝大賞：Best Entertainment（最佳綜藝人）獎 陸重烷 （與叢林的法則中的朴韓星同時獲獎）
- 2015年SBS演藝大賞：大賞 金炳萬 （與叢林的法則同時為其獲獎原因；同時與劉在錫同時獲得此大賞；同時也讓金炳萬說出:「明年要握緊拳頭做叢林的法則」之經典名句。）